# Rhododendron exasperatum
Rhododendron exasperatum är en ljungväxtart som beskrevs av Tagg. Rhododendron exasperatum ingår i släktet rododendron, och familjen ljungväxter. Inga underarter finns listade i Catalogue of Life.